# Hammock Music
Hammock Music — звукозаписывающий лейбл, расположенный в городе Нэшвилл, штат Теннесси, США. Принадлежит группе Hammock и управляется ею. Дистрибуцией лейбла в США занимается Redeye

## Релизы
- Kenotic (2005, HMK-001CD)
- Stranded Under Endless Sky EP (2005, HMK-002CD)
- The Sleep-Over Series (Volume 1) (2006, HMK-003CD)
- Raising Your Voice... Trying To Stop An Echo (2006, HMK-004CD)
- Chasing After Shadows... Living With The Ghosts (2010, HMK-006CD)
- Chasing After Shadows... Living With The Ghosts (Outtakes) (2010)
- North, West, East, South (2010)
- Longest Year (2010, HMK-007CD)